# Château-Thébaud
Château-Thébaud è un comune francese di 2 887 abitanti situato nel dipartimento della Loira Atlantica nella regione dei Paesi della Loira.

## Società

### Evoluzione demografica
Abitanti censiti